# Фёрстер, Виктор

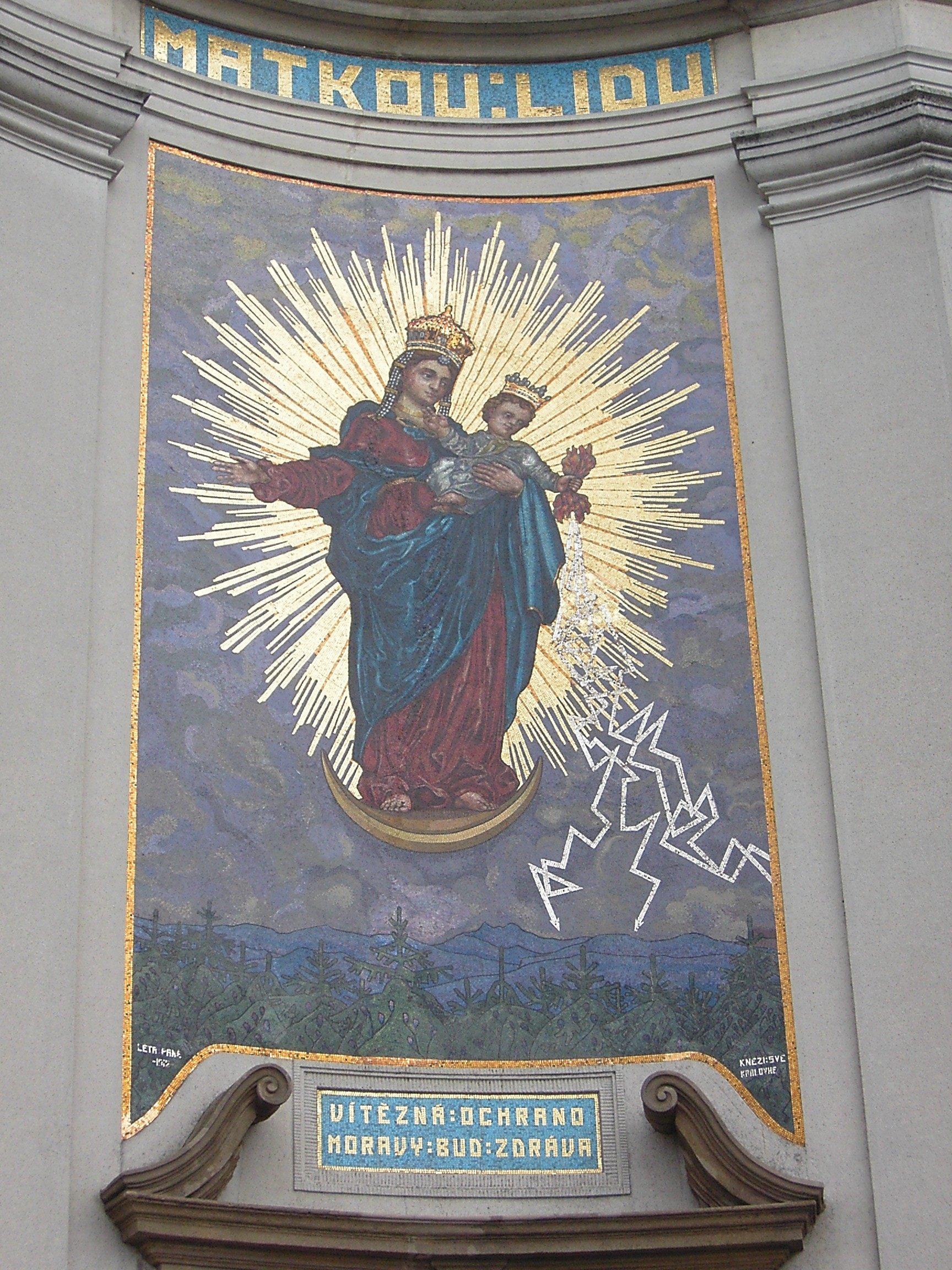
Мозаика Богоматери над входом в костëл Хостина

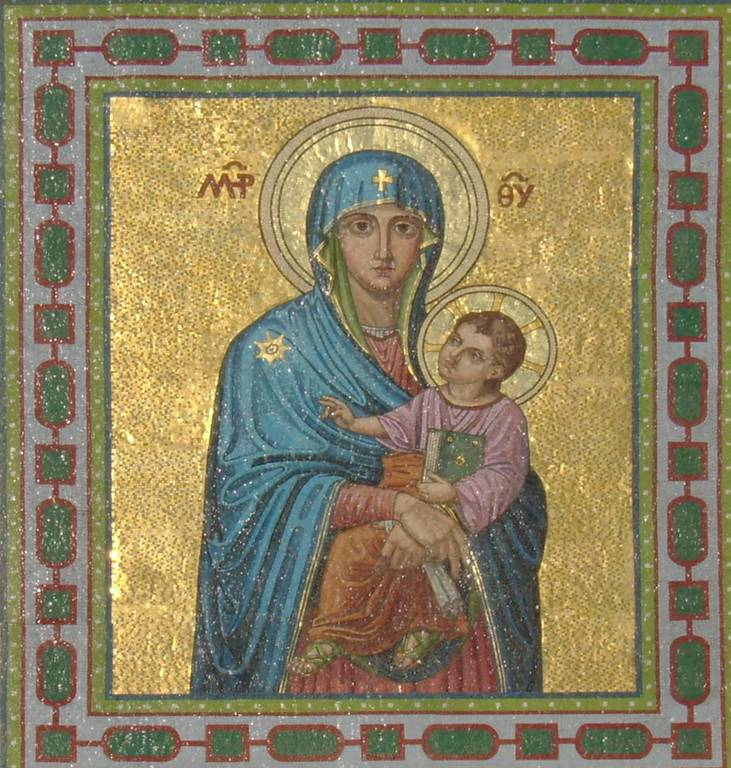
Мозаика Девы Марии Снежной. Костёл Девы Марии Снежной. Прага, Чешская Республика

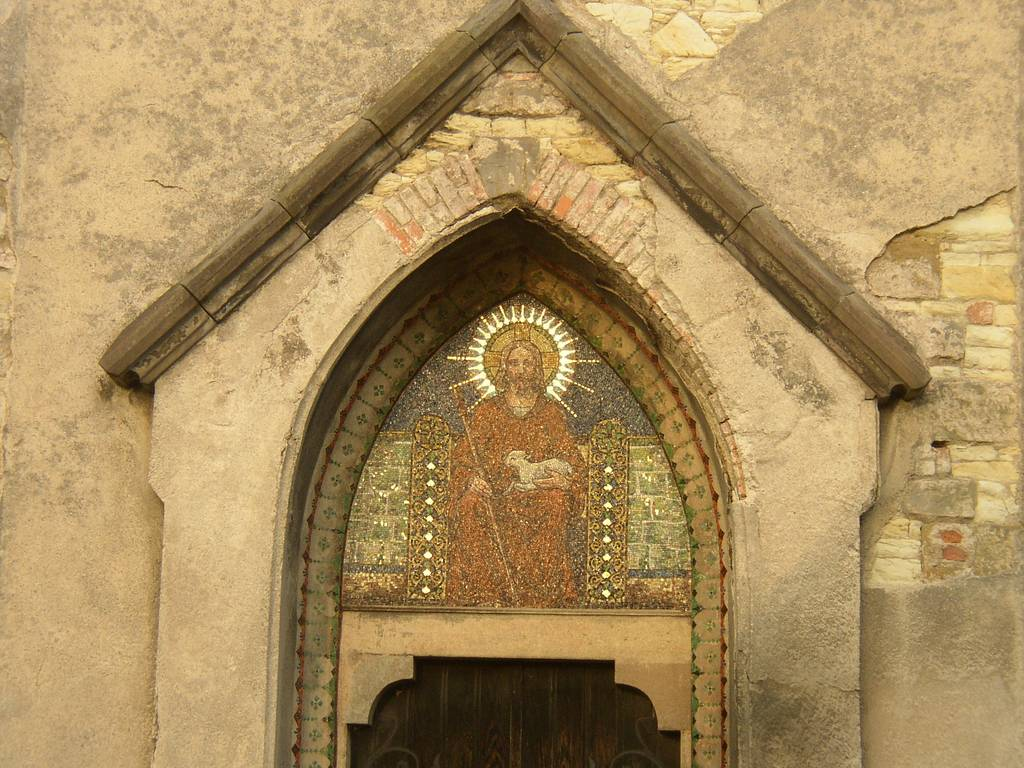
Мозаика Христа Доброго Пастыря над входом в костëл св. Симона и Иуды в г. Слани район Кладно Среднечешского края Чешской Республики) (1908)

Виктор Фёрстер (чеш. Viktor Foerster; 26 августа 1867, Прага — 9 декабря 1915) — чешский художник и мастер мозаики .
Сын композитора Йозефа Фёрстера. Младший брат композитора Йозефа Богуслава Фёрстера.
Окончил пражскую академию изобразительных искусств. Затем отправился в путешествие по Европе. Год обучался в академии Мюнхена. Потом переехал в Париж, где поступил в Академию Коларосси. Технике мозаики обучался в Италии.
До Первой мировой войны В. Фёрстер основал первую чешскую мозаичную мастерскую в Праге. Исповедуя архитектурный функционализм, создал ряд художественных витражей для общественных помещений и жилых сооружений. Занимался отделкой фасадов зданий, в некоторых случаях, используя стеклянную мозаику.
Автор многих сакральных мозаичных панно, украшающих костëлы и храмы Чехии.
Одна из его главных работ — большое мозаичное панно Девы Марии Святохостинской (1912), расположенное на главным входом в паломническую базилику в Хостине. Большое мозаичное изображение поверхностью 26 м² состоит из 260 000 цветных камней и смальты. На каждом квадратном метре мозаики размещено 10 000 эмементов.